# Prémio Memorial Astrid Lindgren

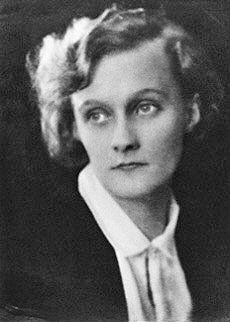
Astrid Lindgren
- a inspiradora.

O Prémio Memorial Astrid Lindgren (em sueco Litteraturpriset till Astrid Lindgrens minne) é um prémio literário criado em 2002 e concedido anualmente pelo Governo Sueco através do Conselho Nacional da Cultura (Statens kulturråd).
Este prémio – vulgarmente designado por Prémio Alma (Almapriset) – é no valor de 5 milhões de coroas suecas (cerca de 520 mil euros), e é concedido anualmente a um escritor ou ilustrador de literatura infantil, podendo ainda ser atribuído a uma organização que se distinga pelo seu trabalho a favor da divulgação da leitura e da defesa dos direitos humanos de jovens e crianças.

Como o nome indica, a inspiradora deste prémio é a escritora sueca Astrid Lindgren.

## Lista de autores premiados
| Ano  | Galardoado | País           |
| ---- | --- | -------------- |
| 2003 | Christine Nöstlinger                                                                                                   | Áustria        |
| 2003 | Maurice Sendak | Estados Unidos |
| 2004 | Lygia Bojunga | Brasil         |
| 2005 | Ryōji Arai | Japão          |
| 2005 | Philip Pullman | Inglaterra     |
| 2006 | Katherine Paterson | Estados Unidos |
| 2007 | Banco del Libro | Venezuela      |
| 2008 | Sonya Hartnett | Austrália      |
| 2009 | Tamerinstitutet | Palestina      |
| 2010 | Kitty Crowther | Bélgica        |
| 2011 | Shaun Tan | Austrália      |
| 2012 | Guus Kuijer | Países Baixos  |
| 2013 | Marisol Misenta | Argentina      |
| 2014 | Barbro Lindgren | Suécia         |
| 2015 | Project for the Study of Alternative Education in South Africa (PRAESA, afiliada com a Universidade da Cidade do Cabo) | África do Sul  |
| 2016 | Meg Rosoff | Estados Unidos |
| 2017 | Wolf Erlbruch | Alemanha       |
| 2018 | Jacqueline Woodson | Estados Unidos |
| 2019 | Bart Moeyaert | Bélgica        |
| 2020 | Baek Hee-na | Coreia do Sul  |
| 2021 | Jean Claude Mourlevat                                                                                                  | França         |
| 2022 | Eva Lindström | Suécia         |